# Томаш Здеховски
Томаш Здеховски (на чешки: Tomáš Zdechovský) е чешки мениджър и политик. Член на Европейския парламент от коалицията Християндемократически съюз – Чехословашка народна партия, от 2014 година.
Oт 2014 до 2019 г. е в Европейския парламент член на Комисията по бюджетен контрол и на Комисията по граждански свободи, правосъдие и вътрешни работи.
Томаш Здечовски е преизбран през май 2019 и е член на Комисията по бюджетен контрол и на Комисията по заетост и социални въпроси.
От януари 2020 г. той е и заместник-председател на KDU-ČSL.

## Биография
Завършва „Хуманитарни науки и педагогика“ (възпитател) в Университета на Южна Бохемия в Ческе Будейовице през 2004 г. и „Медийни изследвания“ в Масариковия университет през 2008 г.
Основава агенцията за връзки с обществеността Commservis.com през 2004 г.
Автор е на четири стихосбирки: Ze zahrady mé milé (2008), Odpusť mým rtům (2009), Intimní doteky (2010) и Kapka (2016).